# Corythaixoides
Corythaixoides Smith, 1833 è un genere di uccelli musofagiformi della famiglia Musophagidae.

## Descrizione
Le specie appartenenti a Corythaixoides sono turachi che vivono nella savana e in habitat aperti. Il loro piumaggio, diversamente da quello brillante e variopinto delle specie che vivono nelle foreste, è principalmente bianco e nero per una maggiore mimetizzazione nell'ambiente.

## Tassonomia
Questo genere comprende tre specie:
- Corythaixoides concolor - turaco unicolore
- Corythaixoides personatus - turaco dalla maschera o turaco faccianuda
- Corythaixoides leucogaster - turaco ventrebianco

Il turaco ventrebianco viene talvolta isolato nel genere Criniferoides.